# Munidopsis sigsbei
Munidopsis sigsbei is een tienpotigensoort uit de familie van de Munidopsidae. De wetenschappelijke naam van de soort werd voor het eerst geldig gepubliceerd in 1880 door Alphonse Milne-Edwards.